# Grau Vell

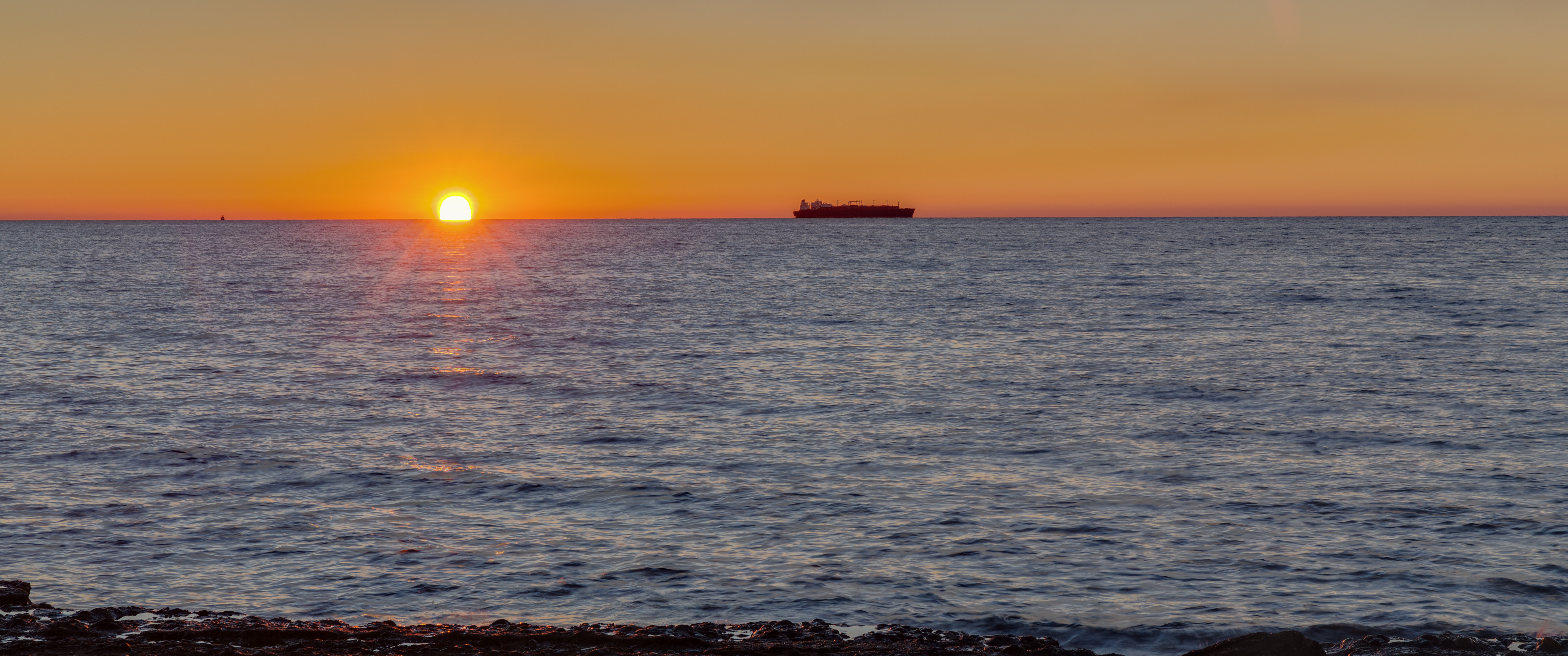
Clarejant vist des de Grau Vell.

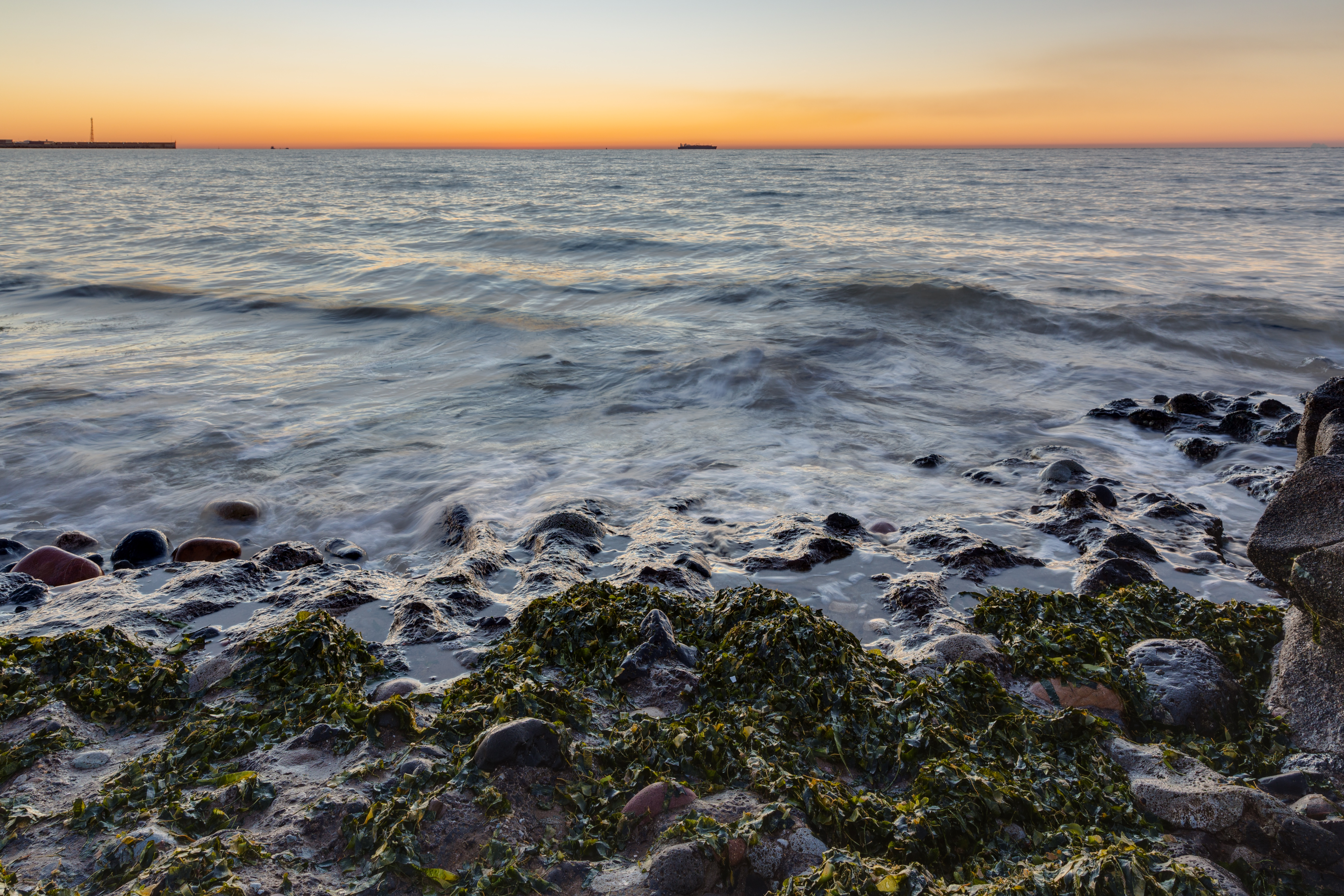
Costa del Grau Vell.

Grau Vell és el nom amb el qual es denomina al port antic de la ciutat de Sagunt.

## Geografia física i econòmica
El Grau Vell, situat en Sagunt, està al sud-est de l'actual ciutat saguntina, de la qual dista 6 km, al sud del marge meridional del riu Palància, a la desembocadura del qual s'arriba pel Camí Vell de la Mar. Aquest camí travessava la carretera d'accés a la ja inexistent IV Planta Siderúrgica des de l'Autopista del Mediterrani.
El port constituïa un nus de comunicacions en el trànsit de mercaderies tant de les que arribaven d'altres pobles de la conca mediterrània amb destinació a les ciutats gal·les meridionals, com l'empori grec de Massalia i el de Emporion, polis de la Ibèria septentrional, com per les mercaderies que arribaven de l'interior del territori edeta a través de la via fluvial del Palància, i que partien del Grau Vell per al seu comerç amb altres llocs del Mediterrani Occidental.
Pot, per tant, concloure's de l'estat actual de les recerques arqueològiques, que el desenvolupament de Saguntum es deu a les activitats comercials del seu port. Encara que es desconeix la magnitud d'aquestes activitats, el Grau Vell va poder funcionar com un emporion comercial pluriètnic, on al mateix temps s'ajuntaven les mercaderies arribades via marítima, amb les locals i d'altres àrees de l'entorn, amb destinació a l'exportació o al consum local i territorial (mitjançant la seua redistribució via terrestre i fluvial). Sobre la forma d'intercanvi comercial, sense ser segur, seria en gran manera en forma de barata, d'una variada gamma de productes agrícoles, pesquers i manufacturats, tals com a vi, oli, figues, mel, salaon i altres derivats de la pesca, i recipients ceràmics (vaixelles d'ús domèstic o ornamental; també eren fruit del comerç, els obtinguts de les activitats mineres i extractives com la galena i, presumiblement, metalls, com la plata. Així mateix constituïa un punt de trobada cultural entre els comerciants semites i grecs i la població autòctona, l'impacte de la qual i influència en el desenvolupament sociopolític i cultural de Saguntum va ser notable.

## Història
Al contrari que en Saguntum, això és, al Castell i els seus vessants, en els quals les troballes, indicis i feblesa dels materials utilitzats descoberts, no permeten contextualitzar l'activitat humana, els nivells antics d'ocupació en el Grau Vell es remunten a finals del segle vi aC i no han estat substancialment alterats.
Aquesta ocupació primigènia del port iber, segons l'última campanya d'excavacions arqueològiques dirigides per Carmen Aranegui, pot datar-se al començament del segle V a. C., i fins i tot a la fi del precedent.
Amb certesa, s'ha trobat la seua ubicació en la bocana del la Gola de Colomer.

### Delseglexval XXI
| «                                                                        | ...A Juan II debió la villa el derecho de embarque y desembarque concedido desde Valencia en 10 de marzo de 1459 y en el 14 del mismo mes prohibió el embarque en otro punto de la costa de Murviedro que no fuera el Grao. | » |
| — Antonio Chabret y Fraga. (1888). Sagunto. Su historia y sus monumentos | |   |

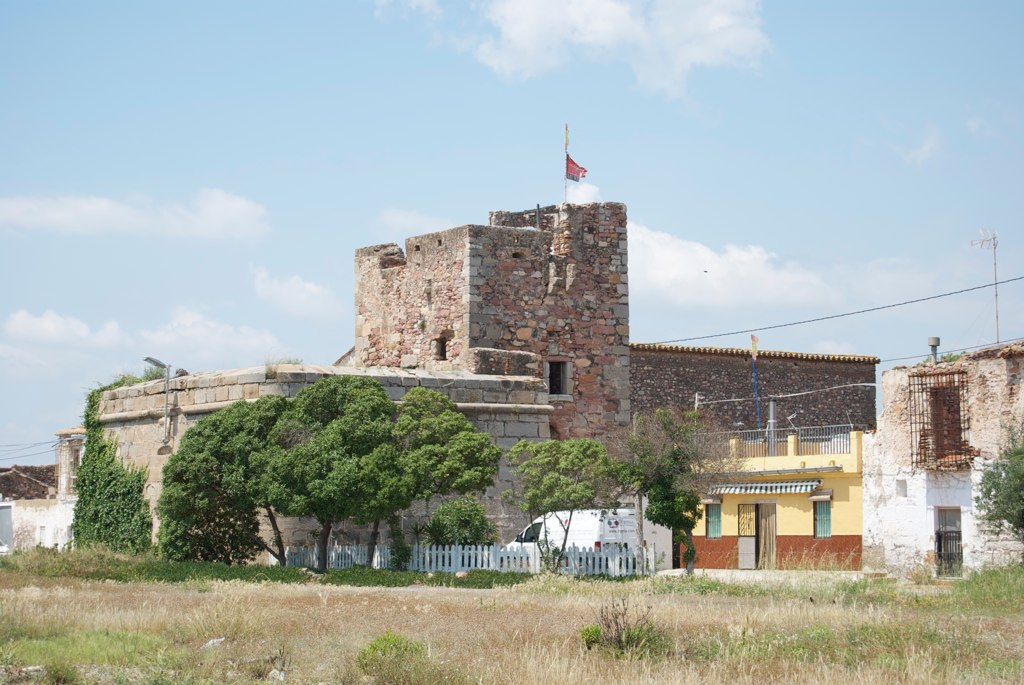
Fortí del del Grau Vell.

Aquest extracte d'un document del segle xv dona testimoni de la seua existència amb el nom de Grau, a mitjan segle xv, mitjançant el manuscrit de donació del rei Joan II de Castella a la vila de Sagunt.
Fins a 1907, en què es va construir a 3 km al nord el port nou per dotar d'una major infraestructura a la Planta Siderúrgica, li va prestar al complex fabril servei portuari, mitjançant el transport nacional i internacional de la producció de l'acer portosaguntino. Des d'aquesta data va quedar com un simple port sense aprofitament per a la pesca, a causa de l'alta contaminació de les seves aigües causada per les escòries i deixalles metal·lúrgiques. Al temps, la seva decadència va portar al naixement d'un barri de llauradors, a conseqüència de la dessecació del marjal limítrof que va afavorir els cultius en el seu entorn.